# Примож Кобе
Примож Кобе  (словен. Primož Kobe; Ново Место, СФРЈ, 23. мај 1981) је словеначки атлетичар, чија је специјалност трчање маратона.
Маратон је почео да трчи 2005.. Био је првак Словеније у полумаратону 2010. године. Исте године је учествовао на Европском првенству 2010. У Барселони где у маратонској трци заузео 35 место од 63 учесника.
На маратону у Линцу у априлу 2012. личним рекордом 2:14:50 је постогао А олимпијску норму и учествовао у маратонској трци на Летњим олимпијским играма 2012. у Лондону. Резултатом 2:19:28 освојио је 46 место у конкуренцији 105 маратонаца.